# Alphitonia
Alphitonia é um género botânico pertencente à família Rhamnaceae. Pode ser encontrada no Sudeste da Ásia, Austrália e Polinésia.
Trata-se de um género reconhecido pelo sistema de classificação filogenética Angiosperm Phylogeny Website.

## Taxonomia
Alphitonia foi descrito por Reissek ex Endl. e publicado em Genera Plantarum 1098, no ano de 1840. A espécie-tipo é Alphitonia excelsa (Fenzl) Reissek ex Benth.

## Espécies
O género tem 22 espécies descritas das quais 18 são aceites:
- Alphitonia carolinensis Hosok.
- Alphitonia cinerascens (Miq.) Hoogland
- Alphitonia erubescens Baill.
- Alphitonia excelsa (Fenzl) Reissek ex Benth.
- Alphitonia ferruginea Merr. & L.M.Perry
- Alphitonia franguloides A.Gray
- Alphitonia incana (Roxb.) Teijsm. & Binn. ex Kurz
- Alphitonia macrocarpa Mansf.
- Alphitonia marquesensis F.Br.
- Alphitonia neocaledonica (Schltr.) Guillaumin
- Alphitonia petriei Braid & C.T.White
- Alphitonia philippinensis Braid
- Alphitonia pomaderroides (Fenzl) A.R.Bean
- Alphitonia ponderosa Hillebr.
- Alphitonia vieillardii Lenorm. ex Braid
- Alphitonia whitei Braid
- Alphitonia xerocarpus Baill.
- Alphitonia zizyphoides (Sol. ex Spreng.) A.Gray